# Sean Charmatz
Sean Robert Charmatz (San Diego, 28 agosto 1980) è un animatore statunitense.
Ha preso parte come animatore in diversi film d'animazione, tra cui I pinguini di Madagascar dove ha dato la voce anche a Grillo.

## Filmografia parziale

### Regista
- Orion e il Buio (Orion and the Dark, 2024)